# Rábé megállóhely
Rábé megállóhely az egykori Szeged–Temesvár-vasútvonal (790) megállóhelye volt, Rábé községtől légvonalban 2 kilométerre nyugatra, a mai Szerbia területén. Nyíltvonali, egyvágányos megállóhely volt, peronnal. Itt volt a vonal 325.sz. őrháza. A vasútvonal 1857-es megnyitásakor létesült és az 1920-as trianoni határok meghúzásáig szolgálta az utazóközönséget.
A trianoni határ a vasútvonalat Óbéba vasútállomás területén metszette, a Szőreg vasútállomás felőli bejárati váltókörzet magyar területen maradt, míg a felvételi épület a Szerb-Horvát-Szlovén Királyság (később Jugoszlávia) területére került, így a forgalom határátmenetben a vonalon megszűnt. Az 1924-es jugoszláv-román határkiigazítás következtében Óbéba község Romániához került, Óbéba állomás jugoszláv területen maradt a semmi közepén.
A magyar és jugoszláv felek a vonalon határátmenetben a forgalmat 1925-ben újra felvették, de Óbéba állomás nem lett határállomás, helyette a kijelölt határállomások a magyar oldalon Szőreg vasútállomás, a jugoszláv oldalon Oroszlámos vasútállomás lettek. A vonatkozó rendelkezés értelmében a kijelölt határállomások között megállóhelyek nem lehettek a vonalon, ezért ekkor, de legkorábban 1920-ban a megállóhely megszűnt, a magyar oldalon lévő Újszentiván megállóhellyel együtt.